# Sully Lombard
Jules Sully Lombard (* 25. Januar 1866 in Lunel bei Montpellier; † 7. Januar 1951 in Paris) war ein französischer calvinistischer Pastor. Er ist heute vor allem für sein soziales und städtebauliches Wirken im 20. Arrondissement von Paris bekannt, wo ein Platz nach ihm benannt ist. Seine elsässische Ehefrau Jeanne Marguerite Bernard (* 16. Juni 1868 in Paris; † 24. Januar 1964 ebenda), deren Mutter eine geborene Gontard war, stammte wie Sully Lombard von Hugenotten ab.

Jules Sully Lombard

## Geistliche Laufbahn
1892 legte Sully Lombard seine Examensarbeit über die Missionierung von Tahiti vor. Am 11. Dezember 1892 wurde er als Pastor der Reformierten Kirche Frankreichs ordiniert. Ab 1895 war Lombard Pastor im 20. Arrondissement. Am 27. März 1904 wurde die auf sein Betreiben errichtete Kirche der von ihm gegründeten Gemeinde von Béthanie (185 rue des Pyrénées im 20. Arrondissement) eingeweiht, die bis heute in Gebrauch ist. Lombard blieb bis zu seiner Pensionierung am 27. November 1926 Pastor von Béthanie. Danach studierte er Rechtswissenschaften (examiniert am 2. Oktober 1928) und wurde Advokat im 20. Arrondissement von Paris, um Bedürftigen kostenlos Rechtshilfe zu leisten.

## Soziales und humanitäres Wirken
Von 1911 bis 1946 war Lombard Anstaltsgeistlicher der „Légion d’Honneur de Saint-Denis et d’Ecouen“ (Ehrenlegion). 1914 regte er Handarbeitskreise für Frauen an, deren Männer an der Front waren, um so die Versorgung ihrer Familien zu unterstützen. Darüber hinaus ließ er Kohlen-Sonderkontingente einlagern, damit die ärmsten Familien Heizmaterial für den Winter hatten. Von 1916 bis 1918 wirkte Lombard als Militärseelsorger. Nach dem Ende des Ersten Weltkrieges sorgte er für Kriegswaisen. In den zwanziger Jahren schuf er in Belleville und Béthanie eine Sozialstation für Mittellose („Solidarité“). In den vierziger Jahren, zunehmend schwerhörig, zog er sich zurück und setzte als Privatmann (wohnhaft 8 rue Jules Siegfried) seine Wohltätigkeit fort.

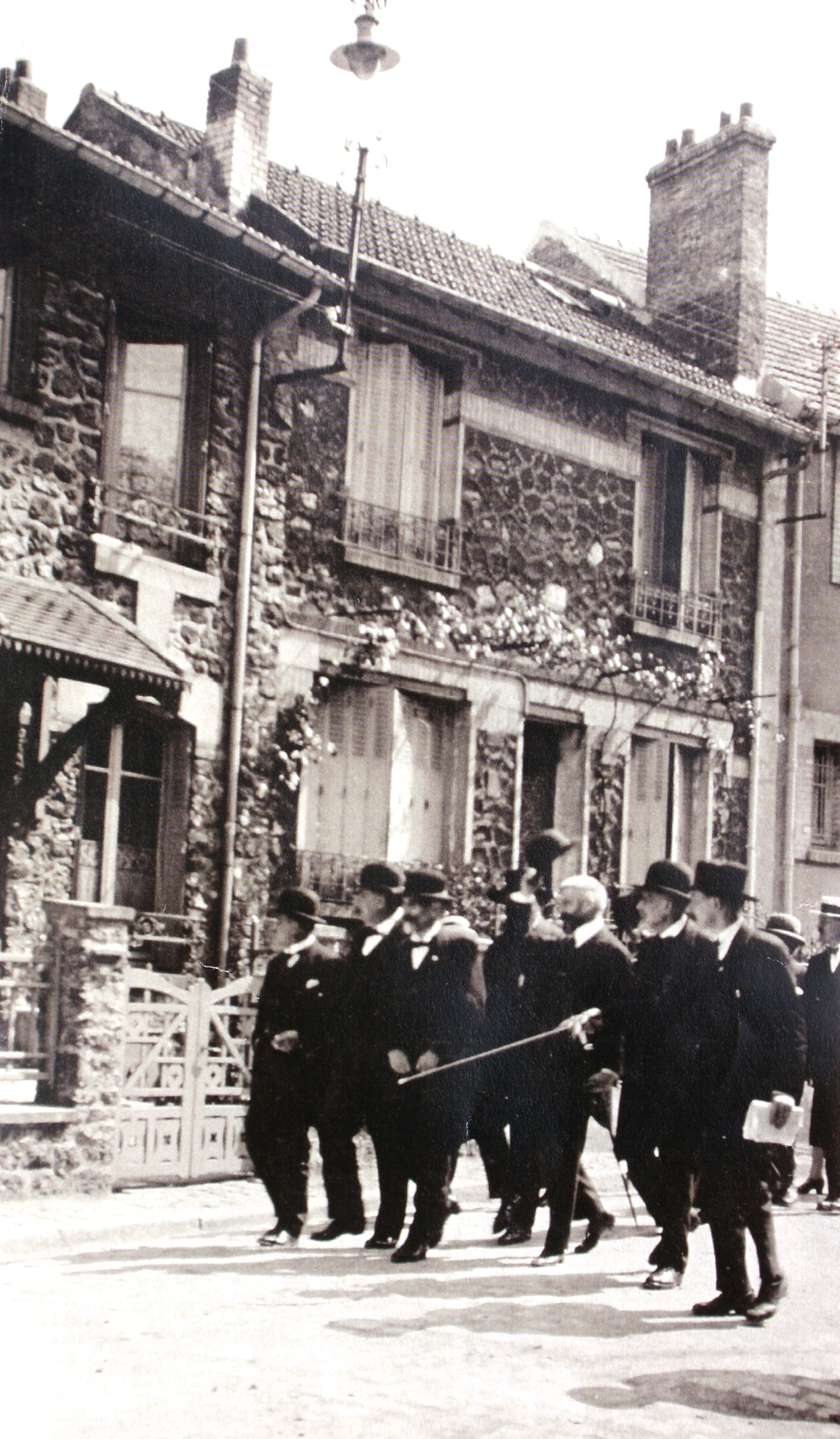
Einweihung des Viertels La Campagne à Paris 1926

## Städtebauliches Wirken
Lombards bekannteste ehrenamtliche Tätigkeit war die Gründung und später der Vorsitz über den Stadtbauverein „La Campagne à Paris“. Bis etwa 1870 befand sich an dem Ort der heutigen Siedlung La Campagne à Paris im 20. Arrondissement der große Gips-Steinbruch „Carrière du Père Rousset“, dessen Betrieb 1870 eingestellt worden war. Seitdem war das Gelände verwaist. Als zur Zeit der Haussmannschen Stadterneuerung die Avenue de la République und die Avenue Gambetta angelegt wurden, wurde der Steinbruch mit dem bei den Straßenbauarbeiten angefallenen Abraum und Bauschutt aufgefüllt. Das Gelände wurde weiterhin als Schuttabladeplatz benutzt, sodass allmählich ein flächiger Hügel entstand, der das Straßenniveau um mehrere Meter überstieg. Wie im Falle der „Buttes Chaumont“ im 19. Arrondissement, wo sich heute ein Park befindet, wurde der Hügel bepflanzt, um Erdrutsche zu vermeiden. Zunächst wurde keine Baugenehmigung erteilt. Erst im Jahre 1907, infolge einer von dem ehemaligen Minister Jules Siegfried veranstalteten Konferenz, in deren Rahmen er über das 1894 verabschiedete Gesetz zur Finanzierung preisgünstigen Wohnraums gesprochen hatte, erwarb der Stadtbauverein „La Campagne à Paris“ das 15.800 m² große, „Le Plateau“ genannte Gelände. Auf der Generalversammlung im Oktober 1907 wurde Jules Sully Lombard zum Vizepräsidenten des Vereins gewählt (Präsident war der Anwalt und Publizist Irénée Blanc.) Blanc wurde beauftragt, mit Hilfe der staatlichen Förderanstalt HBM („Habitation à Bon Marché“) die Finanzierung der geplanten Siedlung so zu organisieren, dass minderbemittelte Familien auf Darlehensbasis private Wohnhäuser errichten konnten. Das geschah 1912, nachdem Blanc die zuvor aus Sicherheitsgründen verweigerten Baugenehmigungen erlangt hatte. Eine Sachverständigenprüfung hatte ergeben, dass die Angst vor Erdrutschen gegenstandslos war.
Am 13. Februar 1913 wurde Jules Sully Lombard zusammen mit Jules Siegfried und Irénée Blanc offiziell zum Mitbegründer („Cofondateur“) der La Campagne à Paris ernannt. Kurz vor dem Ersten Weltkrieg, als das Projekt vorübergehend zum Erliegen kam, waren bereits 36 Häuser fertiggestellt. Die Bauarbeiten wurden in den zwanziger Jahren fortgesetzt. Am 13. März 1923 erklärte Irénée Blanc seinen Rücktritt aus Protest gegen die Preispolitik des Verwaltungsrates, aber er blieb juristischer Berater, und am 11. April 1923 wurde Jules Sully Lombard als sein Nachfolger zum Präsidenten gewählt. Von 1923 bis 1926 gab er dem Verein neue Impulse: Lombard warb bei den städtischen Behörden erfolgreich für die Belange des Vereins – daraufhin wurden Darlehen für den Bau von 53 weiteren Häusern bewilligt – und zweitens erhöhte er den Druck auf die Baufirmen, sodass die Bauarbeiten bereits 1926 abgeschlossen werden konnten. Insgesamt bestand die Siedlung aus 89 Reihenhäusern. Am 20. Juni 1926 fand die offizielle Einweihung statt. Lombard hielt bei dieser Gelegenheit eine ausführliche Rede. Darin zeichnete Lombard die Entstehungsgeschichte der Siedlung nach und würdigte die durch die Finanzierungsgesellschaft „Habitation à Bon Marché“ (HBM, heute HLM) im Wohnungsbau geschaffenen Erleichterungen. Aufgrund seiner positiven Erfahrungen nahm Lombard zwei ähnliche Projekte (in Thiais und in der heutigen rue Georges Risler in Deuil-la-Barre) in Angriff (Risler war Vorstandsvorsitzender der HBM). Im März 1927 trat er vom Amt des Präsidenten der La Campagne à Paris zurück, um Sekretär zu bleiben; sein Nachfolger, der neue Präsident Monsieur Bernard, liquidierte den Verein im Jahre 1955.
Das Ziel dieser Bewegung, dass jede französische Familie ein eigenes Haus und Grundstück besitzt, konnte nach dem Zweiten Weltkrieg nicht in der ursprünglich beabsichtigten Breite verwirklicht werden; die Immobilienpreise sind heute weit davon entfernt, jeder Familie ein Eigenheim zu ermöglichen.

## Trivia
Der deutsche Journalist und Verleger Andreas Lombard ist ein Urenkel Lombards.

## Ehrungen
- 1923: „Diplôm d’Honneur de la Caisse des Ecoles“
- 1924: Silbermedaille „du Ministére du Travail et de la Prévoyance Sociale“
- 1925: Lombard wird „Officier d’Academie et reçoit les félicitations du Ministére de l’instruction Publique“ als Dank für seine Verdienste um die Kriegswaisen
- 1926: Ritter der Ehrenlegion
- 1927: Goldmedaille des Arbeitsministeriums „et Commandeur de Mérite Social“
- 1932: „Officier de l’Instruction Publique“
- 2005: Seit dem 12. Februar 2005 ist im 20. Arrondissement nahe Porte de Bagnolet (zu Fuße der La Campagne à Paris) ein Platz nach Jules Sully Lombard benannt.